# Județ de Suceava
Suceava est un județ de Roumanie situé en Bucovine dans la région de Moldavie. Son chef-lieu est Suceava.

## Géographie
Le județ de Suceava a une superficie de 8 553 kilomètres carrés et une population de 634 810 habitants en 2011. À l'ouest, il s'adosse aux Carpates orientales ; à l'est à la rivière Siret. Il voisine au nord avec la région de Cernăuți en Ukraine et au sud avec les județ de Mureș, de Harghita et de Neamț.

## Municipalités, villes et communes
Le județ compte 5 municipalités, 11 villes et 98 communes rurales.

### Municipalités
(population en 2011)
- Suceava (92 121)
- Câmpulung Moldovenesc (16 722)
- Fălticeni (25 723)
- Rădăuți (23 822)
- Vatra Dornei (14 429)

### Villes
(population en 2011)
- Broșteni (5 506)
- Cajvana (6 901)
- Dolhasca (10 298)
- Frasin (5 876)
- Gura Humorului (13 667)
- Liteni (9 596)
- Milișăuți (5 005)
- Salcea (9 015)
- Siret (7 976)
- Solca (2 188)
- Vicovu de Sus (13 308)

## Communes
- Adâncata
- Arbore
- Baia
- Bălăceana
- Bălcăuți
- Berchișești
- Bilca
- Bogdănești
- Boroaia
- Bosanci
- Botoșana
- Breaza
- Brodina
- Bunești
- Burla
- Cacica
- Calafindești
- Capu Câmpului
- Cârlibaba
- Ciocănești
- Ciprian Porumbescu
- Comănești
- Cornu Luncii
- Coșna
- Crucea
- Dărmănești
- Dolhești
- Dorna-Arini
- Dorna Candrenilor
- Dornești
- Drăgoiești
- Drăgușeni
- Dumbrăveni
- Fântâna Mare
- Fântânele
- Forăști
- Frătăuții Noi
- Frătăuții Vechi
- Frumosu
- Fundu Moldovei
- Gălănești
- Grămești
- Grănicești
- Hănțești
- Hârtop
- Horodnic de Jos
- Horodnic de Sus
- Horodniceni
- Iacobeni
- Iaslovăț
- Ilișești
- Ipotești
- Izvoarele Sucevei
- Mălini
- Mănăstirea Humorului
- Marginea
- Mitocu Dragomirnei
- Moara
- Moldova-Sulița
- Moldovița
- Mușenița
- Ostra
- Păltinoasa
- Panaci
- Pârteștii de Jos
- Pătrăuți
- Poiana Stampei
- Poieni-Solca
- Pojorâta
- Preutești
- Putna
- Rădășeni
- Râșca
- Sadova
- Șaru Dornei
- Satu Mare
- Șcheia
- Șerbăuți
- Siminicea
- Slatina
- Straja
- Stroiești
- Stulpicani
- Sucevița
- Todirești
- Udești
- Ulma
- Vadu Moldovei
- Valea Moldovei
- Vama
- Vatra Moldoviței
- Verești
- Vicovu de Jos
- Voitinel
- Volovăț
- Vulturești
- Zamostea
- Zvoriștea

## Historique
Dans ses limites actuelles, le județ de Suceava a été établi en 1968 mais son existence historique est bien plus ancienne : il existait déjà, beaucoup plus étendu qu’aujourd’hui, dans la Moldavie médiévale (ținutul Sucevei) de 1359 à 1775, puis, bien plus exigu qu’aujourd'hui, au sein du royaume de Roumanie de 1918 à 1947 et de la République populaire roumaine, de 1948 à 1952.

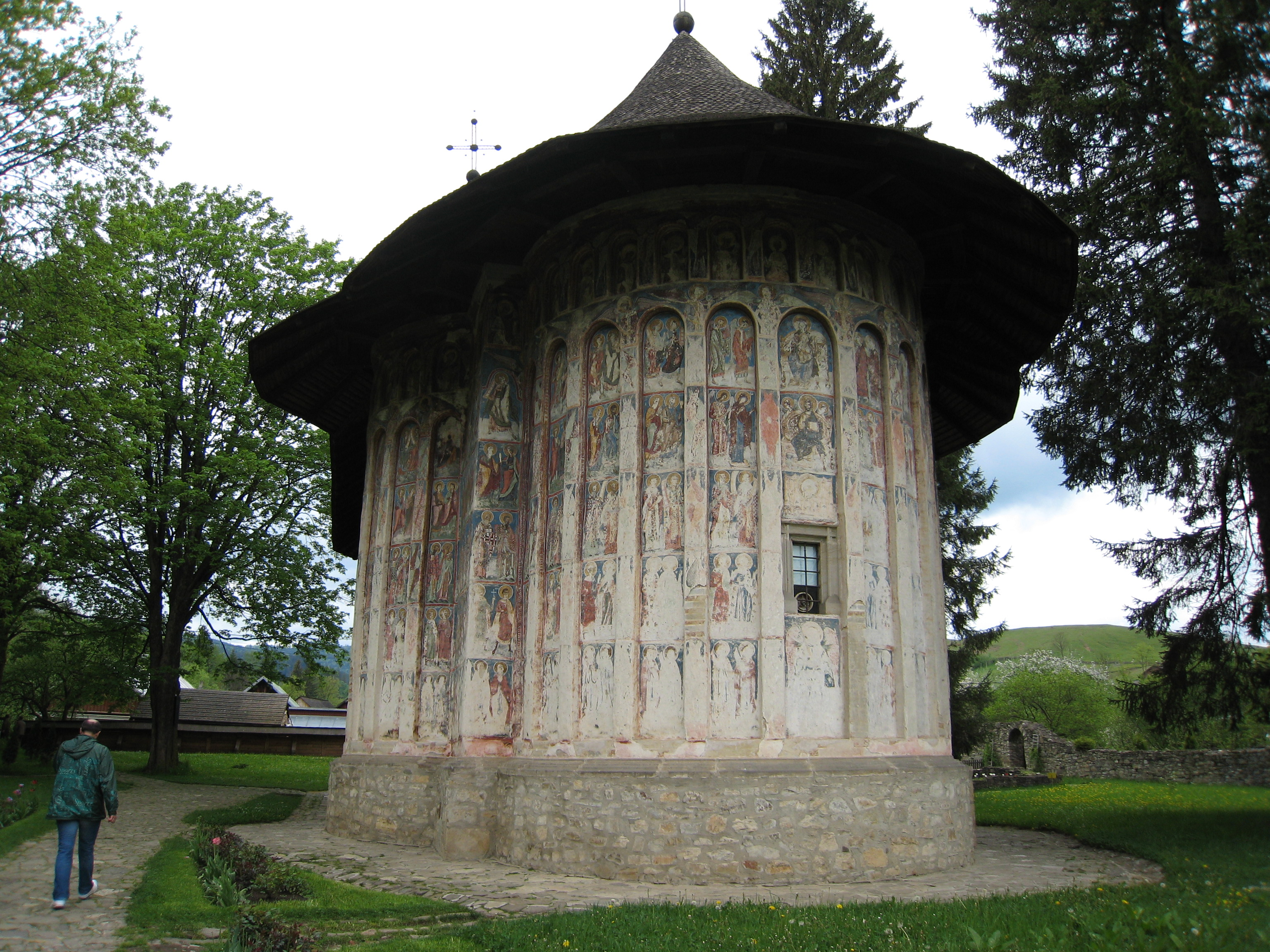
Monastère de Humor

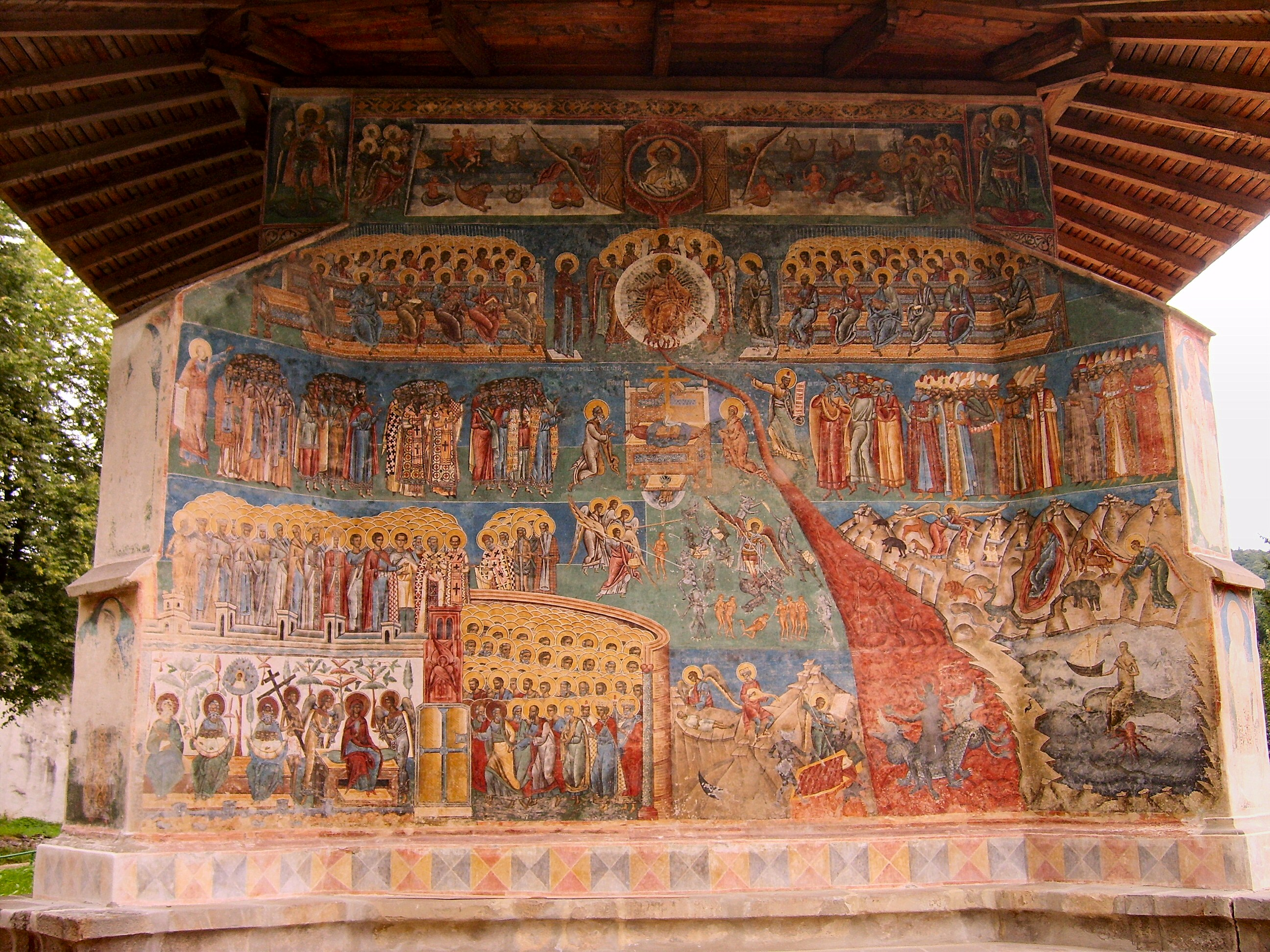
Le jugement dernier, monastère de Voroneț construit en 1488.

À partir du milieu du XIVe siècle, l’actuel județ de Suceava est le noyau de la principauté de Moldavie, avec la cité de Suceava comme capitale en 1388. Le voïvode Stefan III dit Étienne le Grand et ses successeurs sur le trône de Moldavie y font construire des monastères dont la renommée est due à la conservation exceptionnelle des fresques non seulement à l’intérieur mais aussi à l’extérieur : Moldovița, Humor, Sucevița, Arbore, Pătrăuți, Probota, Suceava et Voroneț. Avec leurs fresques polychromes, ces monastères sont un des trésors culturels de la Roumanie moderne, et une source de revenus essentielle pour l’Église orthodoxe roumaine.
Pendant les quatre siècles qui suivent, le territoire de l’actuel județ de Suceava fait partie du voïvodat de Moldavie, bientôt vassal de l’Empire ottoman. Il est fréquemment victime des incursions des Tatars, des Cosaques, des Polonais, des Russes en 1769, et des Autrichiens en 1774. Le traité austro-ottoman du 4 mai 1775 permet à l’Autriche d’occuper jusqu’en 1918 ce territoire qui comprend beaucoup d’œuvres d’art et de monuments de grande valeur aux yeux des Moldaves.
Pendant la Première Guerre mondiale, se déroulent ici plusieurs batailles entre les armées austro-hongroise, allemande et russe, et l’armée russe finit par se débander en 1917, pendant la révolution russe. À la fin de la guerre, l’Autriche-Hongrie se disloque et la région est revendiquée par les Roumains qui proclament leur réunion avec le reste du territoire moldave au sein de la nouvelle Roumanie, ce qui est officialisé l’année suivante au Traité de Saint-Germain-en-Laye de 1919. À ce moment, le județ est réduit à un petit territoire autour de la ville de Suceava, correspondant au Kreis von Sutschawa (arrondissement de Suceava) créé par les occupants autrichiens.
Lors des réformes territoriales de la Roumanie communiste, le județ de Suceava est aboli en 1952 puis rétabli et très agrandi, en 1968. Dans ce territoire, la lutte de maquisards roumains contre la dictature du parti unique perdura jusqu’en 1958.
Le județ de Suceava retrouve ses institutions démocratiques (préfet, conseil județean élu) après la chute de la dictature en 1989.

## Démographie
Lors du recensement de 2011, la répartition des différentes communautés du județ était la suivante :
- 92,6 % de la population se déclarent roumains,
- 1,91 % comme roms,
- 0,93 % comme ukrainiens,
- 0,27 % comme lipovènes,
- 3,65 % ne déclarent pas d'appartenance ethnique,
- 0,64 % déclarent appartenir à une autre ethnie.

## Politique
| Parti | Parti                           | Sièges |
| ----- | ------------------------------- | ------ |
|       | Parti national libéral (PNL)    | 18     |
|       | Parti social-démocrate (PSD)    | 13     |
|       | Parti Mouvement populaire (PMP) | 5      |

## Tourisme
Le județ de Suceava contient de belles églises de monastères, dont les murs sont peints à l'extérieur :
- Sucevița
- Moldovița
- Voroneț
- Arbore
- Humor

et les églises de beaux monastères de Bucovine :
- Putna
- Dragomirna
- Probota

ainsi que de belles petites églises :
- Rǎdǎuți
- Solca

- Liste des musées du județ de Suceava